# Neobisium pangaeum
Neobisium pangaeum är en spindeldjursart som beskrevs av Giulio Gardini 1985. Neobisium pangaeum ingår i släktet Neobisium och familjen helplåtklokrypare. Inga underarter finns listade i Catalogue of Life.